# Jacqueline du Pré

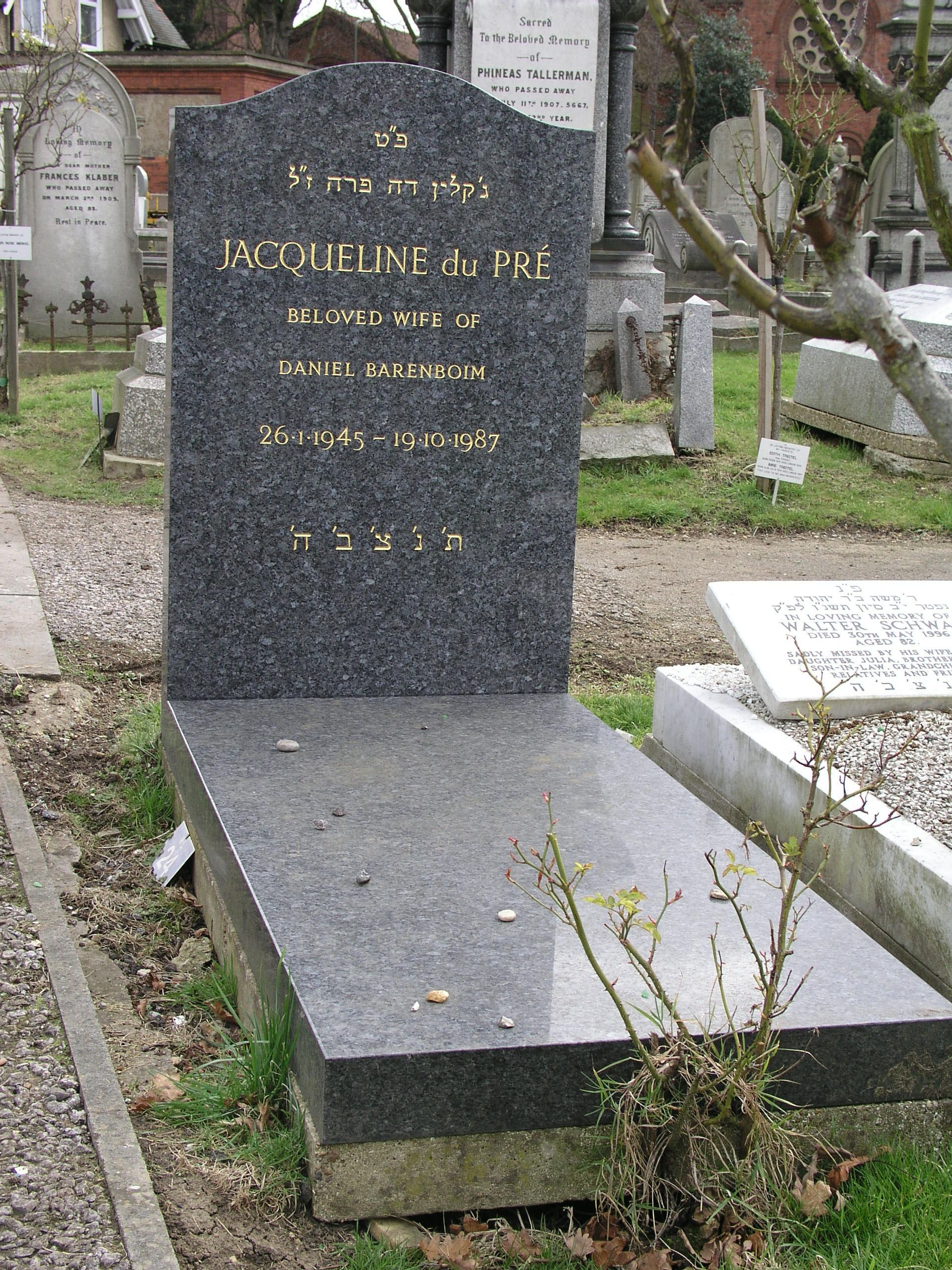
het graf van Jacqueline du Pré

Jacqueline du Pré (Oxford, 26 januari 1945 - Londen, 19 oktober 1987) was een Britse klassieke celliste.

## Levensloop

#### Jeugd en opleiding
Jacqueline Mary du Pré was de tweede dochter van Derek du Pré, accountant en later hoofdredacteur van het vakblad The Accountant, en de pianiste en componiste Iris Greep, docente aan de Royal Academy of Music in Londen. Zij had een oudere zuster Hilary en een jongere broer Piers.
Vanaf haar vijfde kreeg ze les van Alison Dalrymple op de London Cello School. Al spoedig won ze regelmatig lokale muziekcompetities. Op haar tiende jaar won ze de eerste prijs, de Suggia Gift Award, bij een internationale competitie. Dit maakte het haar mogelijk van 1955 tot 1961 verder te studeren bij de bekende cellist William Pleeth (1916-1999), zowel privé als op de Guildhall School of Music and Drama in Londen. Hoewel Pleeth geen les gaf aan jonge kinderen, maakte hij voor haar een uitzondering. Zij bleek, net als hij, goed uit het hoofd te kunnen spelen. 
Op haar elfde jaar, in 1956, won Jacqueline als eerste de Guilhermina Suggia Award. In 1960 won ze de gouden medaille van de Guildhall School en de Queen's Prize for British musicians. In 1960 nam ze deel aan de masterclasses van Pablo Casals in Zermatt. In 1962 volgde ze enkele korte cursussen bij Paul Tortelier in Parijs. In 1966 had ze een aantal maanden les van Mstislav Rostropovitsj in Rusland.

#### Carrière
Op 1 maart 1961 gaf de 16-jarige Jacqueline haar eerste concert in de Wigmore Hall in Londen. Op 21 maart 1962 speelde ze het celloconcert van Edward Elgar in de Royal Festival Hall met het BBC Symphony Orchestra onder leiding van Rudolf Schwarz. In 1963 speelde ze dit werk nogmaals bij de Londense Proms in de Royal Albert Hall onder dirigent Sir Malcolm Sargent. Haar optreden was zo'n succes dat ze Elgars concert ook de volgende drie jaar bij de Proms gespeeld heeft. Op 3 september 1964 gaf ze er bovendien de wereldpremière van het celloconcert van de Zuid-Afrikaans-Britse componiste Priaulx Rainier. Zij werd een favoriet bij de Proms en speelde er tot 1969 ieder jaar. 
In 1965, toen zij 20 was, werd zij internationaal bekend door haar EMI-opname van het concert van Elgar met het London Symphony Orchestra onder Sir John Barbirolli. Ze speelde het werk ook op 14 mei 1965 bij haar debuut in de Verenigde Staten in Carnegie Hall met het BBC Symphony Orchestra onder Antal Doráti. 
Jacqueline du Pré speelde met de grootste en bekendste orkesten, waaronder de Berliner Philharmoniker, het London Symphony Orchestra, de London Philharmonic, het New Philharmonia Orchestra, het BBC Symphony Orchestra, de New York Philharmonic, het Israëlisch Philharmonisch Orkest en het Los Angeles Philharmonic Orchestra. Onder de dirigenten met wie ze regelmatig optrad waren Barbirolli, Sargent, Sir Adrian Boult, Daniel Barenboim (haar echtgenoot), Zubin Mehta en Leonard Bernstein.
In december 1966 ontmoette Jacqueline de pianist, later ook dirigent, Daniel Barenboim (15 november 1942). Op 15 juni 1967 trouwden ze bij de Westmuur in Jeruzalem. Zij ging voor hem over van de Anglicaanse kerk tot het Jodendom. Ze gaven vaak samen uitvoeringen waarbij Barenboim dirigeerde of piano speelde. Zij speelden vaak kamermuziek met hun vrienden Yehudi Menuhin, Itzhak Perlman, Zubin Mehta en Pinchas Zukerman. In 1968 vormde ze met Barenboim en Zukerman een pianotrio, dat in vele landen optrad. In 1969 maakte Christopher Nupen onder de titel The Trout een film van een uitvoering die het trio, aangevuld met Perlman en Mehta, gaf van Schuberts pianokwintet (het Forellenkwintet) in de Queen Elizabeth Hall in Londen. De vijf musici noemden zichzelf ironisch de "Koosjer Nostra" (vrij vertaald de "Joodse maffiabende").

#### Multiple sclerose
In 1971 begon Du Pré het gevoel in haar vingers en andere delen van haar lichaam te verliezen. Ze nam haar laatste studio-lp van sonates van Chopin en Franck op in december 1971. De laatste concerten in Londen gaf ze in februari 1973 met het concert van Elgar met het New Philharmonia Orchestra onder leiding van Zubin Mehta. Haar laatste publieke concerten gaf ze in New York in februari 1973. Ze zou vier uitvoeringen geven van het dubbelconcert van Brahms met Zukerman en de New York Philharmonic onder Leonard Bernstein. Drie concerten heeft ze kunnen spelen. Het vierde moest ze afzeggen.
In oktober 1973, ze was toen 28 jaar, werd vastgesteld dat ze leed aan de ongeneeslijke aandoening multiple sclerose. In 1976 werd zij onderscheiden met de benoeming tot Officier in de Orde van het Britse Rijk. In 1977 won ze de BRIT Award voor de solist met de beste klassieke opname (het concert van Elgar) van de afgelopen 25 jaar. Ze gaf nog een enkele keer een masterclass. Christopher Nupen maakte de laatste filmbeelden van haar op 13 december 1980 tijdens een interview van vijftien minuten.
In deze jaren begon Barenboim in Parijs een buitenechtelijke verhouding met de Russische pianiste Elena Basjkirova, met wie hij twee zoons kreeg, in 1982 en 1985. Onder het mom van "Don't tell Jackie", hield hij dit geheim voor zijn steeds verder geïmmobiliseerde echtgenote, die hij in Londen regelmatig bleef bezoeken.   
Op 19 oktober 1987 overleed Jacqueline du Pré aan een acute longontsteking, 42 jaar oud. Zij ligt begraven op de Joodse begraafplaats van Golders Green. Barenboim hertrouwde in 1988 met Basjkirova.

## Film

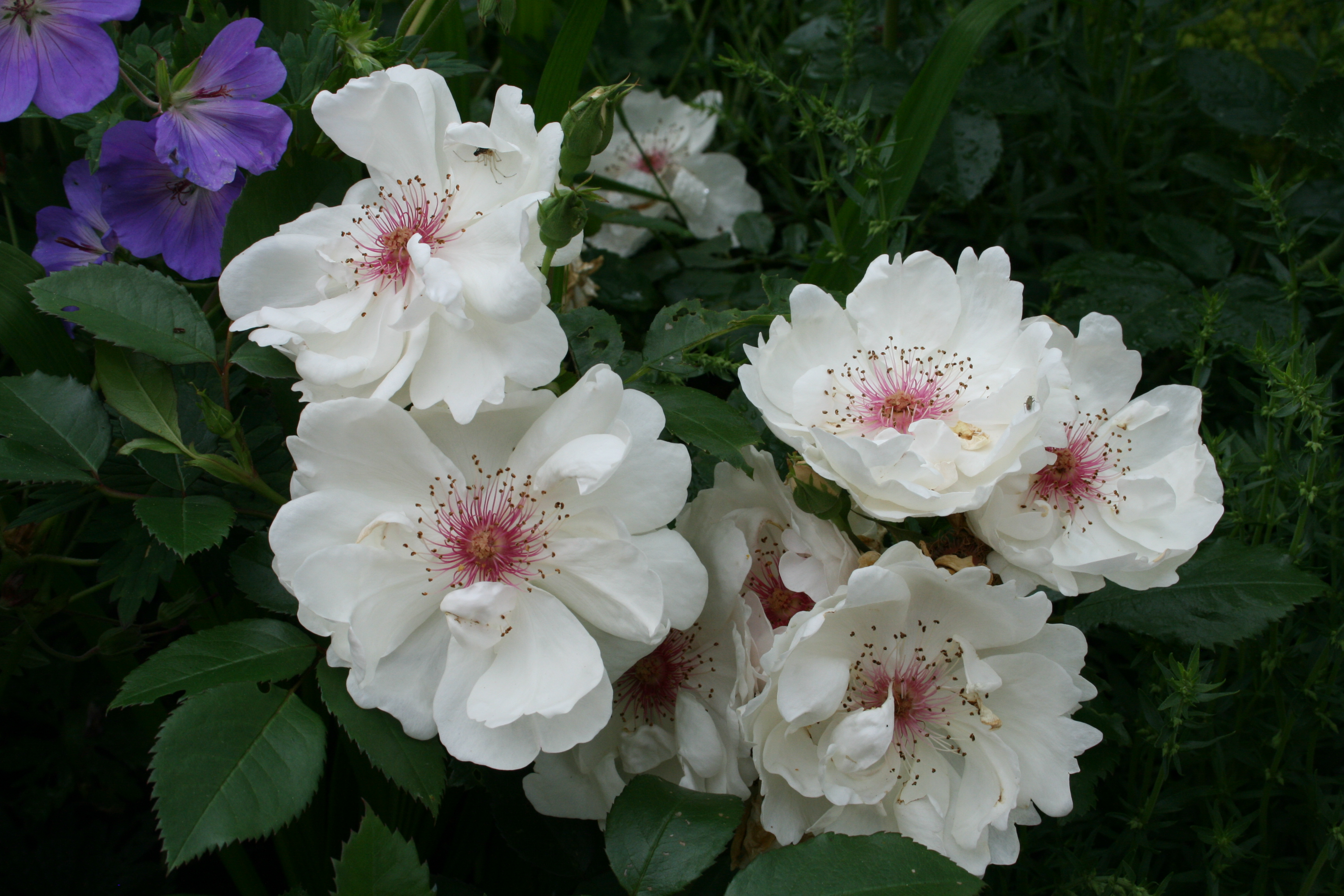
roos genoemd naar Jacqueline du Pré

De speelfilm Hilary and Jackie van Anand Tucker, met in de hoofdrol Emily Watson, gaat over het leven van Du Pré en haar zus. Het is gebaseerd op het boek A Genius in the Family, dat haar zus Hilary Finzi-du Pré en haar broer Piers du Pré in 1997 schreven. Door het beeld dat zij van haar schetsten, onder meer van haar liefdesleven, zijn boek en film omstreden. 

## DVD's
- Remembering Jacqueline du Pré, 1994, regie Christopher Nupen
- Hilary and Jackie, 1998, speelfilm, regie Anand Tucker
- Jacqueline du Pré: in Portrait, 2004, regie Christopher Nupen. Bevat de films:
  - Jacqueline du Pré and the Elgar Cello Concerto
  - Beethoven Trio - The Ghost
- The Trout, 2005, regie Christopher Nupen
- Jacqueline du Pré: A Celebration, 2008, regie Christopher Nupen. Bevat o.a. de films:
  - Who was Jacqueline du Pré?
  - Remembering Jacqueline du Pré

- Bibsys: 90766341
- Biblioteca Nacional de España: XX911091
- Bibliothèque nationale de France: cb124027743 (data)
- CiNii: DA06977789
- Gemeinsame Normdatei: 118972316
- International Standard Name Identifier: 0000 0000 8108 5464
- Library of Congress Control Number: n82063143
- Nationale Bibliotheek van Letland: 000208494
- MusicBrainz: 6e26a58f-63e8-4397-8cb7-b9f46aedfd32
- Bibliotheek van het Japanse parlement: 00620601
- Nationale Bibliotheek van Tsjechië: js20021111006
- Nationale bibliotheek van Australië: 36063002
- Nationale Bibliotheek van Israël: 987007260500805171
- Nationale Bibliotheek van Polen: a0000002744888
- Nationale en Universitaire bibliotheek Zagreb: 000664688
- Nederlandse Thesaurus van Auteursnamen: 073024511
- Réseau des bibliothèques de Suisse occidentale: 02-A003192900
- SNAC: w64n0b50
- Système universitaire de documentation: 086265261
- Trove: 1205014
- Virtual International Authority File: 29618880
- WorldCat: E39PCjDykBPhQmptjpBDRgpdPP